# Тайната на умните мишоци: Спасителят Тими
„Тайната на умните мишоци: Спасителят Тими“ (на английски: The Secret of NIMH 2: Timmy to the Rescue) е американски анимационен филм от 1998 година, продължение на „Тайната на умните мишоци“ (1982). В продължението главният герой е Тимъти Брисби, синът на Джонатан и г-жа Брисби, който иска да стане герой като баща си.

## В България
На 10 януари 2015 г. БНТ 1 излъчи филма с български дублаж за телевизията. Екипът се състои от:
| Преводач           | Тония Микова                                                            |
| Редактор           | Веселина Пършорова                                                      |
| Тонрежисьор        | Елена Симеонова                                                         |
| Озвучаващи артисти | Елена Русалиева Васил Бинев Явор Караиванов Живко Джуранов Петър Калчев |